# Fonte battesimale di San Frediano
Il fonte battesimale di San Frediano è un'opera scultorea realizzata probabilmente nel periodo 1150-1173 circa; collocato nella basilica di San Frediano, esso è un capolavoro della scultura romanica a Lucca.

## Storia e descrizione
Non è chiaro se la vasca sia effettivamente nata come fonte battesimale o, piuttosto, come fontana lustrale, cioè d'acqua benedetta, come farebbe pensare un documento del 1439 in cui si parla di un lavatorium ad manus de marmore nel chiostro del monastero di San Frediano, identificazione che si sposa con la particolare forma dotata di zampilli del manufatto lapideo. In ogni caso il fonte è citato per la prima volta in un documento del 1173, quando veniva empito d'acqua. 
L'opera è composta da una vasca circolare, a tazza, con pilastro centrale coronato da colonnette e coperchio (diam. 255 cm, h 330 cm); in origine l'acqua scendeva dalla vasca superiore, zampillando poi dai mascheroni. La decorazione è prevalentemente religiosa (Apostoli e Storie di Mosè), con elementi enciclopedici come i Mesi, il tutto frutto di almeno tre diverse mani di scultori. 
Lo schema del fonte si trova in opere successive, come nella Fontana Maggiore di Perugia, in quella di St. Denis presso Parigi (del 1180 circa, anche questa con la doppia vasca) o ancora nel fonte battesimale del duomo di Ascoli Piceno.
L'opera fu smantellata nel XVIII secolo e i pezzi finirono in più sedi; ad esempio la parte centrale fu collocata nella villa Mansi di San Martino in Freddana a Loppeglia, dove si guastarono alcune figure del coperchio. Riacquistata per il Museo nazionale di Firenze nel 1894, essa fu riconosciuta solo nel 1926 dallo studioso Campetti e ricostruita grazie ad alcuni disegni settecenteschi in cui si vedeva la parte centrale originale al posto della colonnetta a spirale, aggiunta nel XIV secolo, coronata da una statuetta del Battista del XVIII secolo. Il fonte fu allora ricomposto e ricollocato in basilica nel 1952. 

### Il Maestro delle Storie di Mosè

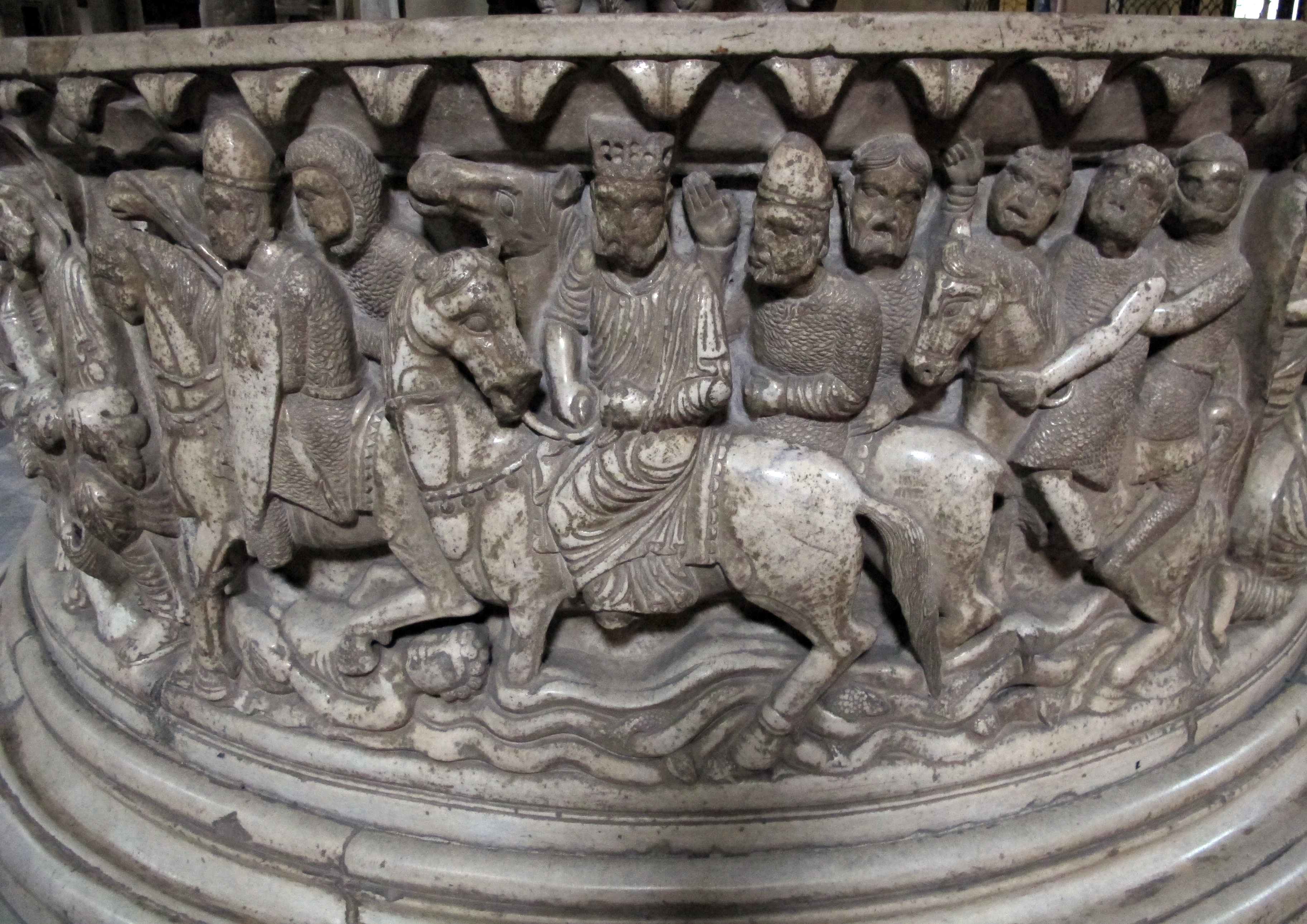
Passaggio del Mar Rosso

Al "Maestro delle Storie di Mosè" sono attribuite quattro delle sei lastre arcuate della vasca esterna; in particolare:
- Schiavitù d'Egitto
- Mosè presentato alla figlia del faraone
- Dio compare a Mosè, trasformazione della verga in serpente ed episodio della lebbra
- Passaggio del mar Rosso (con gli Egiziani rappresentati come cavalieri medievali)
- Consegna delle tavole della Legge ad Aronne e due Arcangeli
- Mosè spiega la Legge

L'artista, di forte temperamento, era probabilmente di origine lombarda e le sue sculture sono caratterizzate da un rilievo sicuro e netto, semplificato e privo di spazi vuoti, con una realizzazione incerta delle architetture di sfondo che mettono in risalto le figure umane; dall'analisi di queste, come anche dai cavalli, probabilmente trasse ispirazione Nicola Pisano per i suoi lavori successivi. Di area lombarda sono anche i modelli per i fogliami e i panneggi. Al medesimo Maestro alcuni studiosi attribuiscono anche i rilievi del pilastro centrale, con un mostro e un "nudino" che nuotano nell'acqua stilizzata.

### Il Maestro Roberto

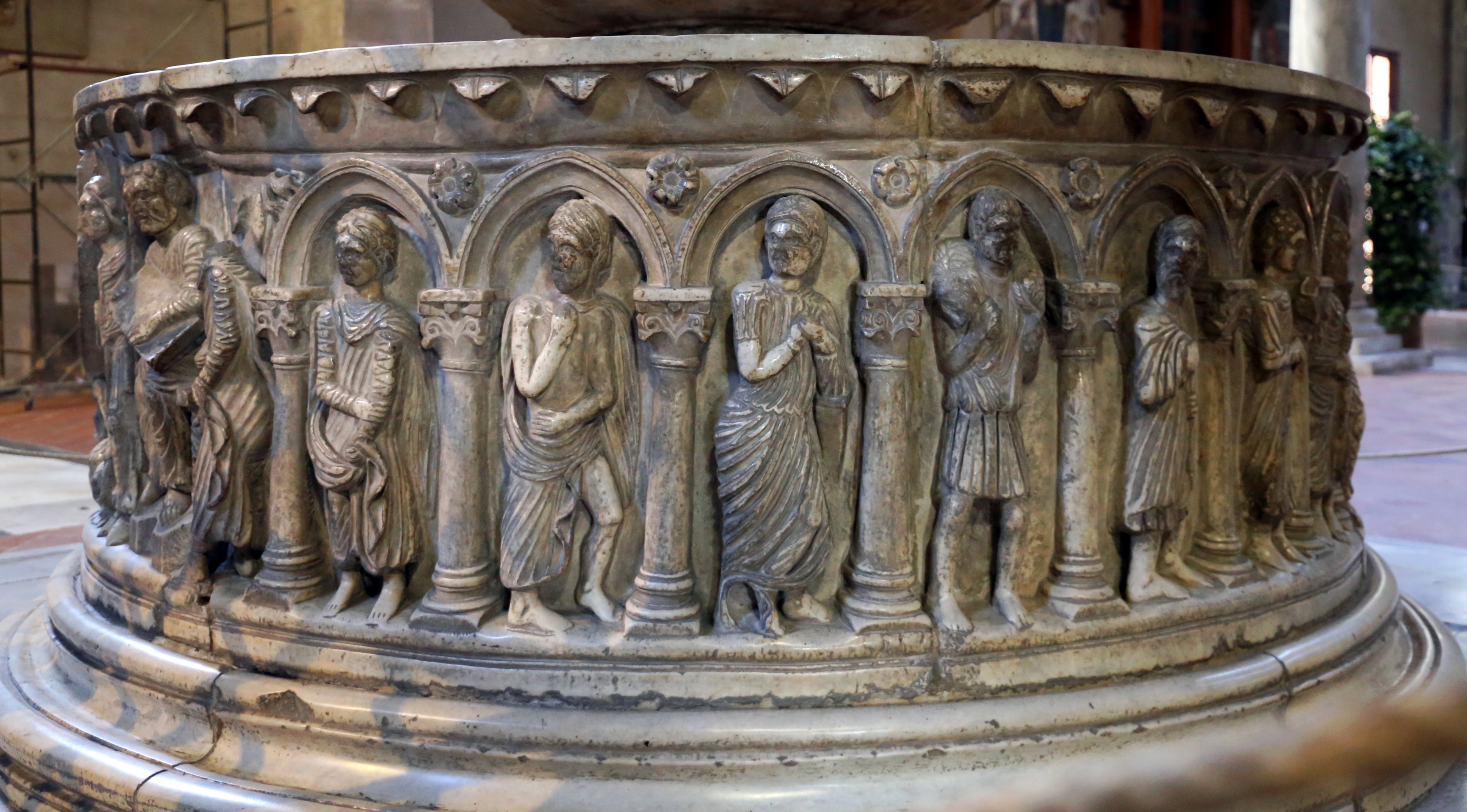
Profeti e Buon Pastore di Maestro Roberto

Al "Maestro Roberto", probabilmente lucchese, sono riferite sette figure sotto gli archetti della vasca esterna (Buon Pastore e Profeti), presso uno dei quali si trova la firma "ME FECIT ROBERTUS MAGIST(er) IN A(rt)E P(er)ITUS. Le figure si ispirano a quelle dei sarcofagi romani (la presenza degli archi, un personaggio atteggiato a filosofo...), con fisici esigui di matrice bizantina.

### Il Maestro dei Mesi e degli Apostoli

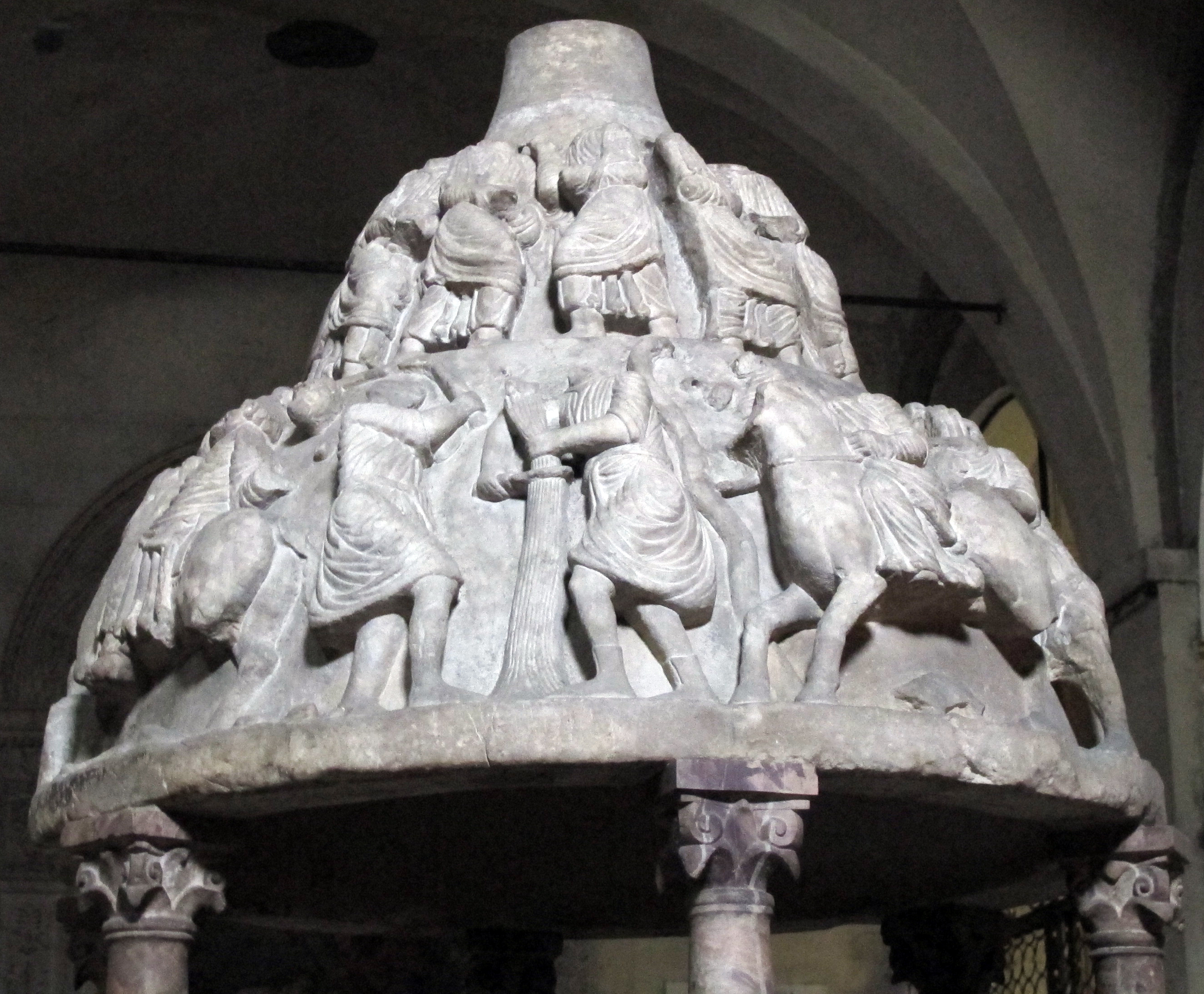
Maestro dei Mesi e degli Apostoli

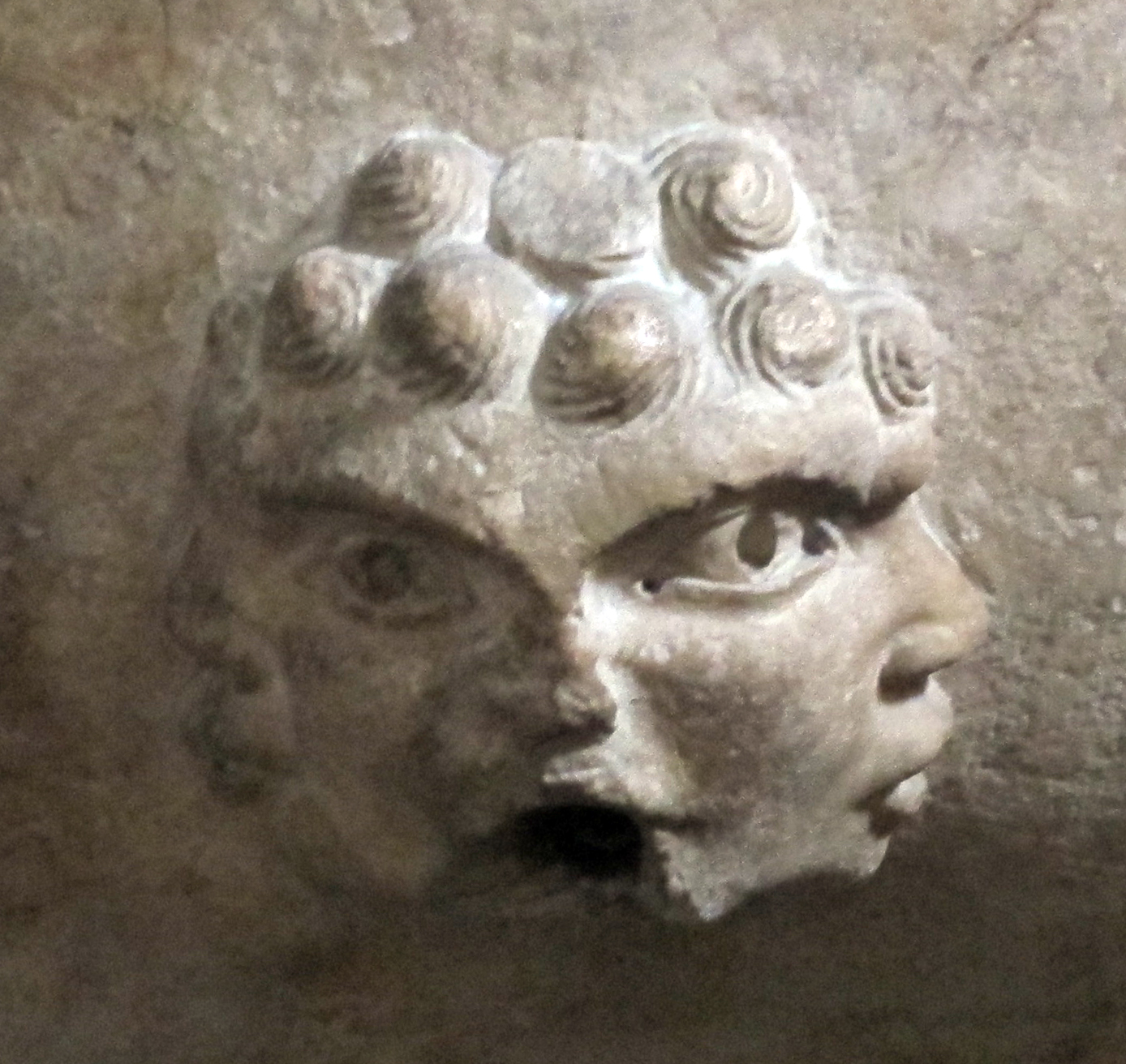
Mascherone tricipite

Il "Maestro dei Mesi e degli Apostoli" è l'autore della tazza e del coperchio del fonte; in essi gli Apostoli, sul coperchio, sfilano senza attributi, a parte Pietro con le chiavi e Giuda con la borsa dei denari, mentre sotto trovano posto le personificazioni dei Mesi:
- Gennaio (Giano bifronte)
- Febbraio (uomo con una pianta)
- Marzo (uomo che si toglie una spina dal piede)
- Aprile (uomo con fiore in mano)
- Maggio (uomo a cavallo)
- Giugno (uomo che taglia il grano)
- Luglio (uomo che batte il grano)
- Agosto (uomo a cavallo)
- Settembre (uomo che pigia l'uva)
- Ottobre (uomo che raccoglie la frutta)
- Novembre (uomo che ara coi buoi guidati da due putti)
- Dicembre (uomo che uccide il maiale)

Si tratta di un autore probabilmente toscano, vicino ai modi di Gruamonte e Biduino, che interpretò molti elementi di derivazione classica: Giano (per altro soggetto comune in Italia e Francia fin dal XII secolo), gli amorini e i mascheroni della coppa, alcuni dei quali sicuramente simbolici come le teste ferine.